# Toblach
Toblach (italienisch Dobbiaco) ist eine Gemeinde mit 3428 Einwohnern (Stand 31. Dezember 2023) im Südtiroler Pustertal in Italien. Der gleichnamige Hauptort befindet sich auf dem Toblacher Feld, einer großen europäischen Wasserscheide. Berühmt ist die Gemeinde für ihre Dolomiten-Gipfel, darunter die Drei Zinnen, und als Wintersportort.

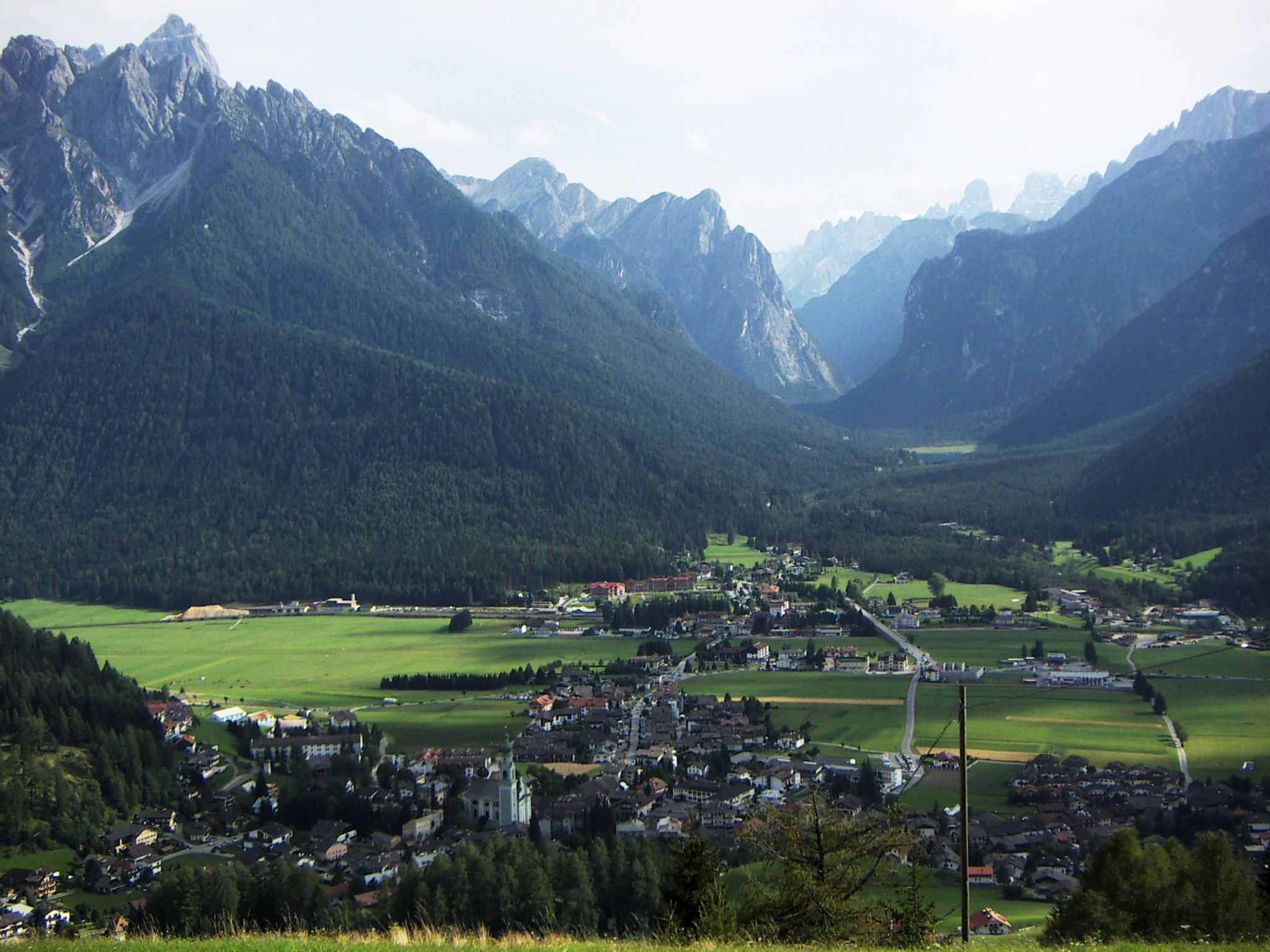
Blick über das Toblacher Feld zum Eingang des Höhlensteintals hin; im Vordergrund Alt-Toblach, dahinter Neu-Toblach

## Geografie
Das Gemeindegebiet im Osten Südtirols mit seinen 126,33 km² lässt sich in drei Teile gliedern: Am Toblacher Feld im in Ost-West-Richtung verlaufenden Pustertal befindet sich unter anderem das Dorfzentrum; im Norden umfasst das Gemeindegebiet Teile der Villgratner Berge; im Süden dehnt sich Toblach weit in die Dolomiten hinein aus.
Das Toblacher Feld ist eine Talweitung im Hochpustertal, die durch die Einmündung des Höhlensteintals von Süden und des Silvestertals von Norden gebildet wird. Sie ist eine Wasserscheide von europäischer Bedeutung: Die im Toblacher Feld mit dem Silvesterbach aufeinandertreffende Rienz fließt von hier Richtung Westen und entwässert schließlich über Eisack und Etsch ins Adriatische Meer; die in den Hängen über dem östlichen Rand des Toblacher Felds entspringende Drau hingegen wendet sich nach Osten, wo ihre Wasser über die Donau ins Schwarze Meer gelangen. Das Gemeindezentrum (Alt-)Toblach (1220–1260 m s.l.m.) ist auf einem Schwemmkegel des von Norden kommenden Silvesterbachs entstanden. Auf der gegenüberliegenden südlichen Talseite am Eingang des Höhlensteintals liegt Neu-Toblach (1210–1220 m), das mit dem alten Ortskern allmählich zusammenwächst. An den Talhängen nordwestlich von Alt-Toblach befindet sich die Fraktion Aufkirchen (1280–1340 m). Im Westen grenzt der Toblacher Anteil am Pustertal an Niederdorf, im Osten an Innichen.
Nördlich vom Toblacher Feld erheben sich die Villgratner Berge, die von Toblach aus durch das Silvestertal erschlossen sind. Am Eingang des Silvestertals befindet sich die Fraktion Wahlen (1300–1340 m), weiter im Talinneren liegen noch die kleineren Weiler Kandellen, Frondeigen und Stadlern. Im Nordosten erreicht der zu Toblach gehörende Teil der Villgratner Berge am Kamm, der die italienisch-österreichische Staatsgrenze zum Bundesland Tirol bildet, seine höchsten Punkte. Hier trennen unter anderem das Toblacher Pfannhorn (2663 m) und der Markinkele (2545 m) Toblach von Innervillgraten im Osttiroler Villgratental. Im Nordwesten senkt sich das Gebirge nach und nach zu einem bewaldeten Kamm ab, über den die Gemeindegrenze zu Gsies im Gsieser Tal verläuft.

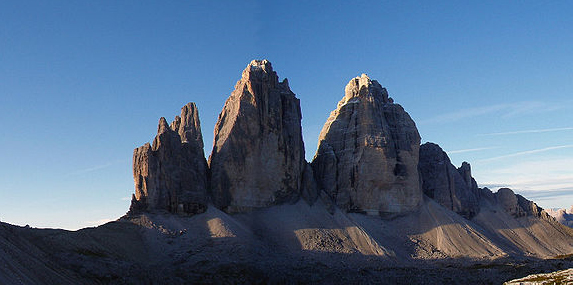
Die Drei Zinnen von der nordöstlichen Dreizinnenhütte aus gesehen

Der größte Abschnitt des Toblacher Gemeindegebiets erstreckt sich in einem langen, nach Süden in die Dolomiten ziehenden Gebietsstreifen. Diese Gegend wird vom Höhlensteintal, in dem die junge Rienz fließt, in Nord-Süd-Richtung durchquert. Im Talboden liegt im Norden – nahe dem Talausgang – der Toblacher See (1259 m), im Süden befinden sich der Weiler Höhlenstein (1400 m), der Dürrensee (1406 m) und Schluderbach (1440 m). Auf der Westseite des Tals erheben sich Berge der Pragser Dolomiten, die Toblach von Prags im Pragser Tal trennen und zur Gänze im Naturpark Fanes-Sennes-Prags unter Schutz gestellt sind, darunter der Dürrenstein (2839 m), die Helltaler Schlechten (2711 m) und die Geierwand (2088 m). Am Südende des Höhlensteintals stößt Toblach, das mit einem schmalen Gebietsstreifen noch zur Hohen Gaisl (3146 m) ansteigt, an zwei Gemeinden der Provinz Belluno (Venetien): Cortina d’Ampezzo im Südwesten, mit dem es durch den Gemärkpass (1530 m) verbunden ist, und Auronzo di Cadore im Südosten. Zum Cadore hin begrenzt wird Toblach unter anderem durch den Monte Piana (2324 m), den Passportenkopf (2719 m) und die berühmtesten Toblacher Gipfel, die Drei Zinnen (2999 m). Diese drei genannten Bergmassive sowie alle weiteren Erhebungen auf der Ostseite des Höhlensteintals werden zu den Sextner Dolomiten gerechnet und sind Teil des Naturparks Drei Zinnen. Dazu zählen etwa im äußersten Südwesten des Toblacher Gemeindegebiets der Toblinger Knoten (2617 m) und der Paternkofel (2744 m), zwischen denen der Übergang ins Fischleintal in der Gemeinde Sexten möglich ist, oder etwas nördlich – umgeben vom Höhlensteintal, dem Pustertal und dem zu Innichen gehörenden Innerfeldtal – die Haunoldgruppe mit dem Haunold (2966 m) und dem Birkenkofel (2922 m).
|                        | Jan  | Feb  | Mär  | Apr  | Mai  | Jun  | Jul   | Aug   | Sep  | Okt  | Nov  | Dez  |   |      |
| Mittl. Temperatur (°C) | −5,0 | −2,7 | 1,6  | 5,6  | 10,6 | 14,5 | 16,1  | 15,3  | 10,7 | 7,0  | 1,3  | −4,6 | ⌀ | 5,9  |
| Mittl. Tagesmax. (°C)  | −0,4 | 3,1  | 7,6  | 11,6 | 16,9 | 21,3 | 23,0  | 21,6  | 16,9 | 12,3 | 5,6  | −0,7 | ⌀ | 11,6 |
| Mittl. Tagesmin. (°C)  | −9,6 | −8,5 | −4,3 | −0,5 | 4,3  | 7,7  | 9,3   | 9,0   | 4,6  | 1,7  | −3,1 | −8,4 | ⌀ | 0,2  |
|                        |      |      |      |      |      |      |       |       |      |      |      |      |   |      |
| Niederschlag (mm)      | 24,5 | 17,0 | 35,4 | 55,6 | 69,1 | 91,4 | 112,8 | 109,5 | 79,0 | 57,7 | 72,2 | 42,8 | Σ | 767  |
|                        |      |      |      |      |      |      |       |       |      |      |      |      |   |      |
| Regentage (d)          | 5    | 4    | 5    | 8    | 11   | 11   | 12    | 13    | 8    | 7    | 7    | 6    | Σ | 97   |

| −9,6 |

| −8,5 |

| −4,3 |

| −0,5 |

| 4,3 |

| 7,7 |

| 9,3 |

| 9,0 |

| 4,6 |

| 1,7 |

| −3,1 |

| −8,4 |

| −9,6 |

| −8,5 |

| −4,3 |

| −0,5 |

| 4,3 |

| 7,7 |

| 9,3 |

| 9,0 |

| 4,6 |

| 1,7 |

| −3,1 |

| −8,4 |

| N i e d e r s c h l a g | 24,5 | 17,0 | 35,4 | 55,6 | 69,1 | 91,4 | 112,8 | 109,5 | 79,0 | 57,7 | 72,2 | 42,8 |
|                         | Jan  | Feb  | Mär  | Apr  | Mai  | Jun  | Jul   | Aug   | Sep  | Okt  | Nov  | Dez  |

## Geschichte

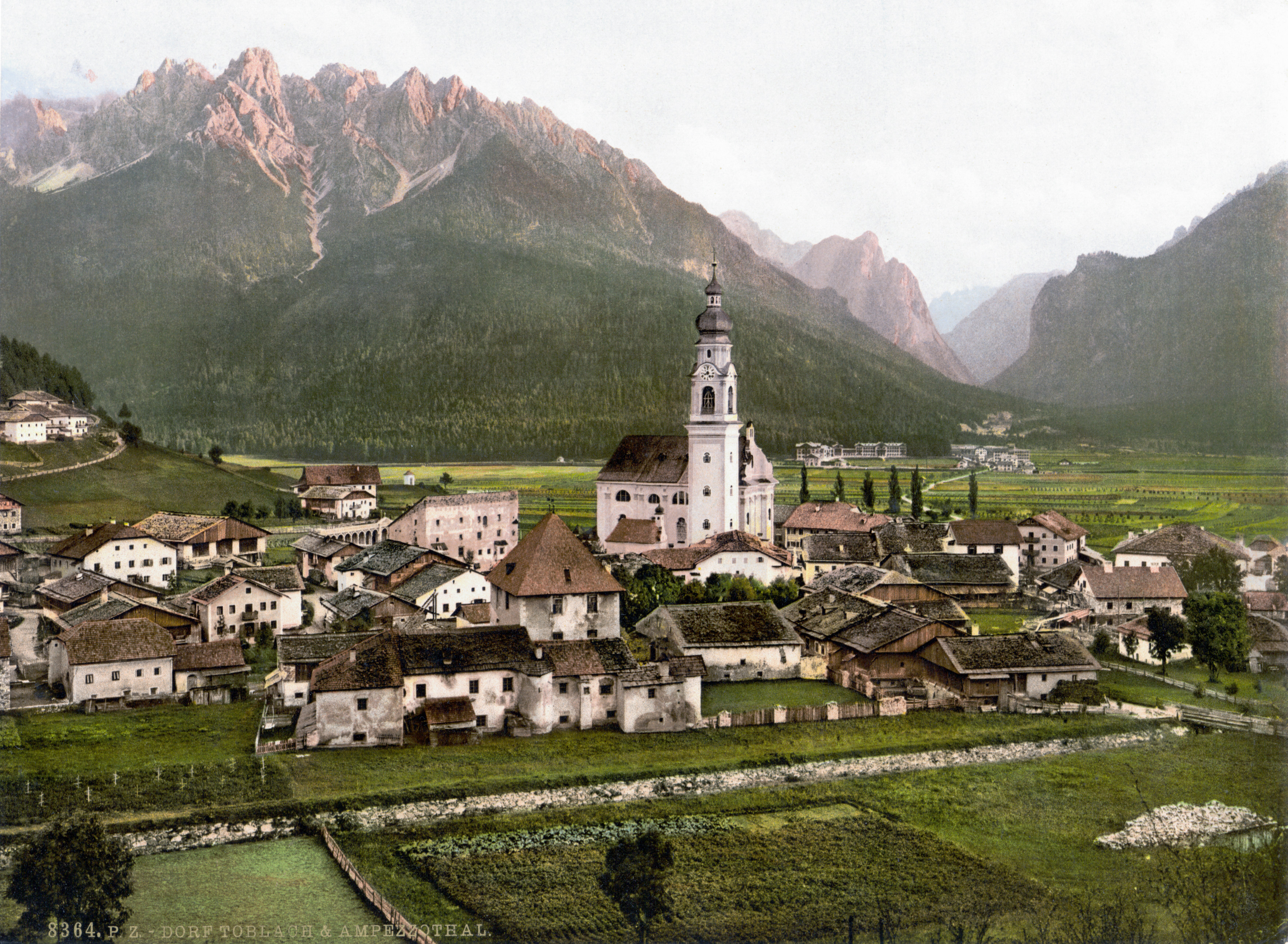
Toblach um 1900

Die Besiedelung von Toblach begann vermutlich während der Hallstattzeit. Die erstmalige urkundliche Erwähnung erfolgte im Jahr 827 in der sogenannten Quartinusurkunde, als Bischof Hitto von Freising als Rektor von Kloster Innichen dem breonischen Nurihtaler Quarti(nus) Lehengut „in vico Duplago“ übertrug.
Grundlage für Toblachs Entwicklung war der alte Handelsweg Strada d’Alemagna, der hier vom Pustertal ins Höhlensteintal abbog und die damaligen Wirtschaftszentren Venedig und Augsburg verband. Herzog Tassilo I. besiegte um das Jahr 600 auf dem Toblacher Feld Truppen der Slawen.
Im 9. Jahrhundert errichteten die Benediktinermönche vom Stift Innichen in Toblach die erste Kirche.
Im Ersten Weltkrieg war Toblach nahe an der Alpenfront. Die Pfarrkirche und viele Gebäude wurden durch Artilleriebeschuss zerstört.
Die Pustertalbahn wurde von 1869 bis 1871 gebaut und 1871 auf voller Länge (209 km) in Betrieb genommen. Dadurch gewann der Fremdenverkehr für Toblach und das gesamte Tal stark an Bedeutung. In der Umgebung des Bahnhofs Toblach entstand die Siedlung Neu-Toblach.
1928 wurde die Gemeinde Toblach um das bis dato eigenständige Wahlen vergrößert.
Bis 1963 war der Bahnhof Toblach auch Ausgangspunkt für die Dolomitenbahn.

## Ortsname
Der Name lässt sich auf ein vorrömisches *Dublacum zurückführen. Die Bedeutung ist in der Forschung umstritten. Es kann ein keltischer Personenname (‚Landgut des Dubila‘ o. ä.) zugrunde liegen oder keltisch dubula (dunkel), das sich in vielen Waldnamen findet (vgl. Double) und mit dem Suffix -acum ‚Siedlung im dunklen Tann‘ bedeuten würde. Die große Urbarmachung der Talsohle erfolgte nämlich erst durch die Bajuwaren im Mittelalter.

## Politik
Bürgermeister seit 1948:
- Johann Baur: 1948–1956[5]
- Josef Pircher: 1956–1964
- Anton Mair: 1964–1969
- Jakob Ranalter: 1969–1980
- Heinrich Stauder: 1980–1990
- Bernhard Mair: 1990–2010
- Guido Bocher: 2010–2020
- Martin Rienzner: seit 2020[6]

## Bevölkerung
Toblach ist gemäß den erhobenen Sprachgruppenzugehörigkeitserklärungen bzw. Sprachgruppenzuordnungserklärungen eine mehrheitlich deutschsprachige Gemeinde. Als Berechnungsgrundlage der folgenden Prozentwerte wurden die gültigen Erklärungen von Personen mit italienischer Staatsbürgerschaft herangezogen.
| Sprache     | 1981    | 1991    | 2001    | 2011    | 2024    |
| ----------- | ------- | ------- | ------- | ------- | ------- |
| Deutsch     | 87,64 % | 85,09 % | 86,28 % | 84,10 % | 81,59 % |
| Italienisch | 12,15 % | 14,65 % | 13,65 % | 15,58 % | 18,15 % |
| Ladinisch   | 0,22 %  | 0,27 %  | 0,07 %  | 0,32 %  | 0,26 %  |

## Bildung
Toblach ist Sitz sowohl eines deutsch- als auch eines italienischsprachigen Schulsprengels. Die Angebote des deutschsprachigen Sprengels, dem auch Einrichtungen in Niederdorf und Prags zugeordnet sind, umfassen auf dem Gemeindegebiet eine Grund- und eine Mittelschule im Hauptort Toblach sowie eine Grundschule in Wahlen. Der italienischsprachige Sprengel – der einzige im Hochpustertal – verwaltet ebenfalls eine Grund- und eine Mittelschule in Toblach, sowie eine Grundschule in der Nachbargemeinde Innichen.

## Verkehr
Die Gemeinde wird für den Kraftverkehr in erster Linie durch die SS 49 erschlossen, von der am Toblach Feld die SS 51 südlich ins Höhlensteintal abzweigt. Eine Zugangsstelle an der Pustertalbahn bietet der Bahnhof Toblach, der einst auch Ausgangspunkt der Dolomitenbahn war. Zudem wird die Gemeinde von der Radroute 3 „Pustertal“ durchquert, von der sich gegen Süden die Radroute 11 „Höhlensteintal“ löst. Der Flugplatz Toblach ist ein kleiner Militärflugplatz, der eingeschränkt auch von der allgemeinen Luftfahrt genutzt werden kann.

## Kultur und Sehenswürdigkeiten

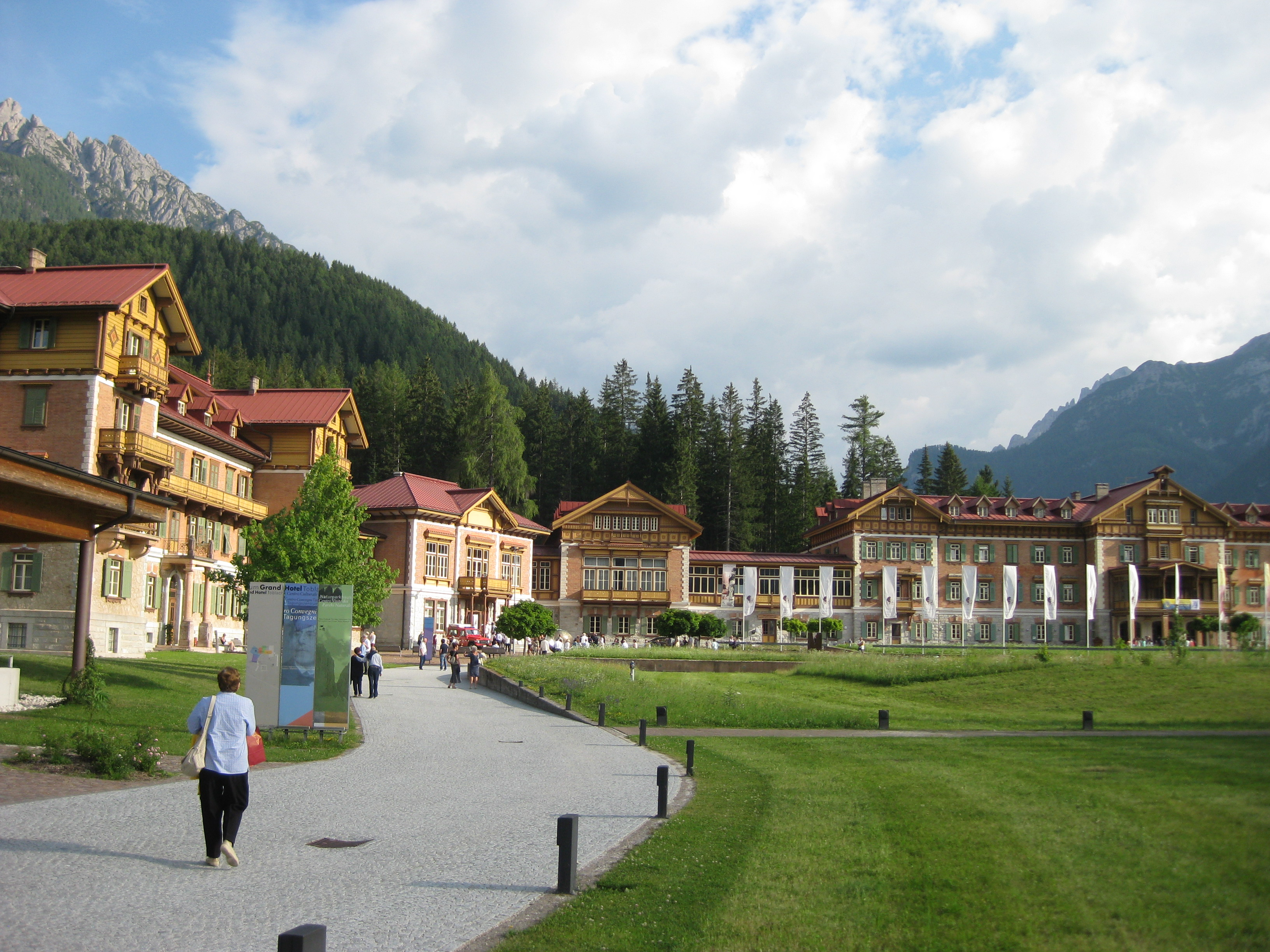
Grandhotel Toblach

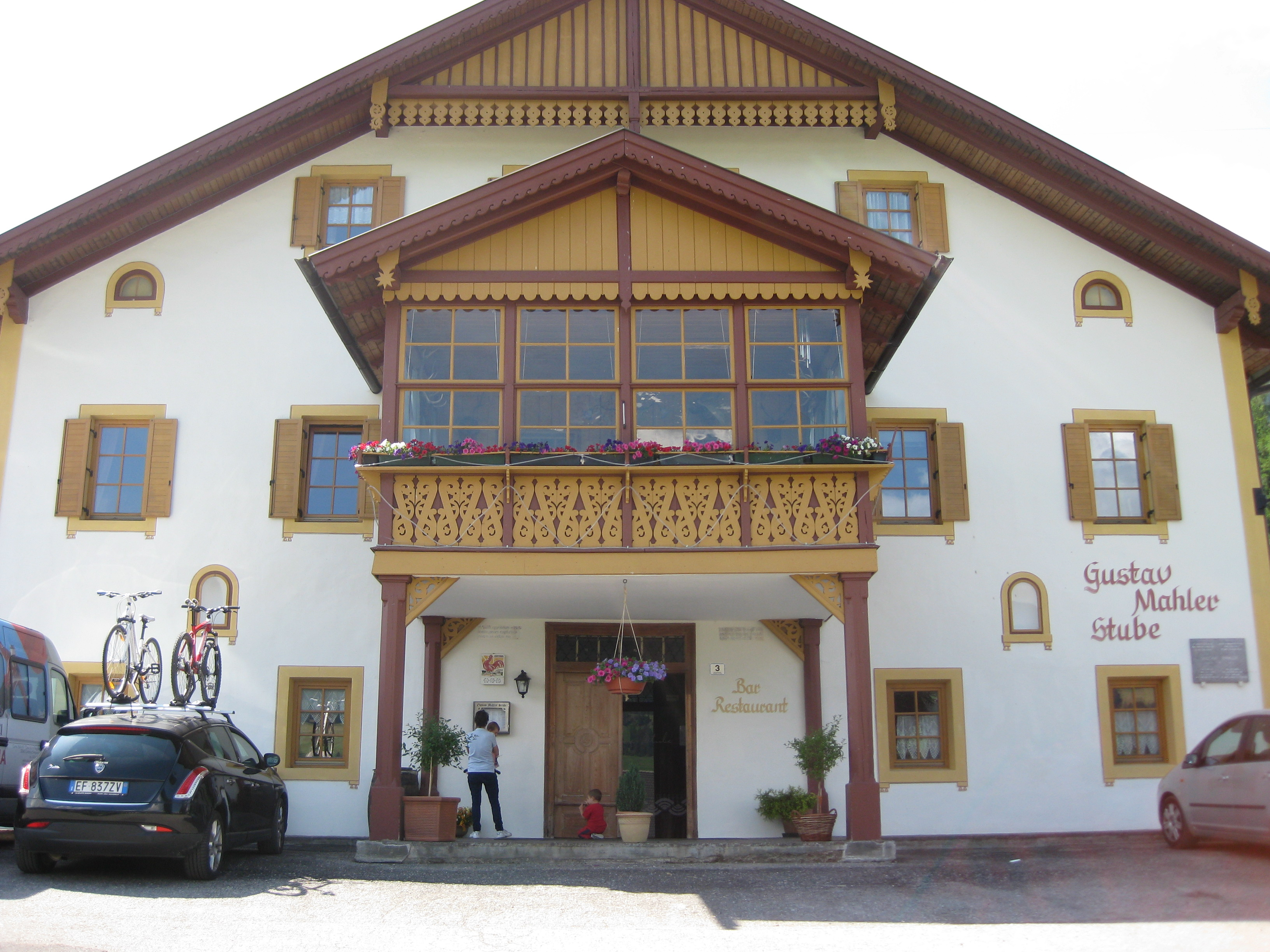
Gustav-Mahler-Stube Altschluderbach (Toblach)

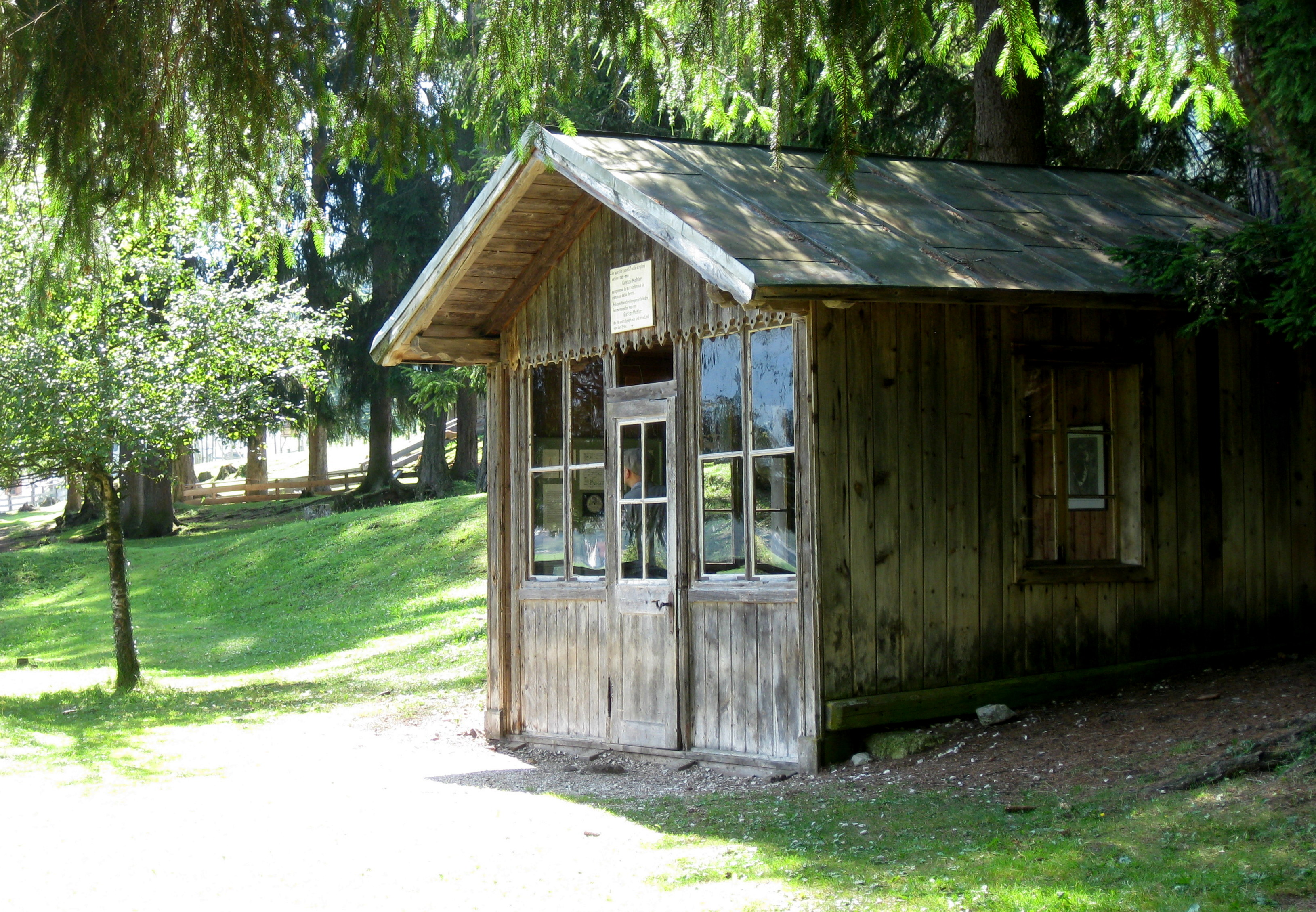
Das Komponierhäuschen von Gustav Mahler in Toblach (Ortsteil Altschluderbach)

### Bauwerke
Sehenswerte Gebäude im Hauptort sind:
- die Pfarrkirche zum Hl. Johannes dem Täufer: eine Barockkirche auf den Fundamenten einer romanischen und später gotischen Kirche erbaut; sie zählt zu den stattlichsten Barockkirchen des Pustertals
- der älteste Kreuzweg Tirols: 5 Passionskapellen entlang der Maximilianstraße
- die gotische Wallfahrtskirche zu Aufkirchen, 1470–1475 errichtet. Bemerkenswert sind das gotische Mittelrelief und die Seitenfiguren
- die 1578 durch die Gebrüder Hans und Georg von Graben zum Stein erbaute Grabeskirche in Toblach
- die 1512 erbaute Pfarrkirche zum Heiligen Nikolaus in Wahlen
- das „Alte Kirchl“ von Frondeigen
- das Grand Hotel Toblach, mit Naturparkhaus
- der im Jahr 1500 durch die Gebrüder Konrad und Christoph von Herbst erbaute Ansitz Herbstenburg
- der „Rote Turm“, 1430 erbaut
- das Gustav-Mahler-Haus mit Komponierhäuschen: der Komponist verbrachte in Toblach von 1908 bis 1910 seinen Sommerurlaub; zur Erinnerung finden die jährlichen Gustav-Mahler-Wochen statt
- St. Peter am Kofl oberhalb von Aufkirchen war eine Zufluchtsstätte von Priestern während der Zeit der Völkerwanderung und ist das älteste religiöse Heiligtum im Hochpustertal. Sie wurde erstmals 1329 erwähnt. Der Besinnungsweg führt zu dieser Stätte
- Kriegerfriedhof und Freilichtmuseum Monte Piana im Höhlensteintal
- das Werk Plätzwiese an der Grenze zur Gemeinde Prags.

### Seen
Im südlich von Toblach gelegenen Höhlensteintal befinden sich die folgenden Seen:
- Toblacher See
- Dürrensee

### Toblacher Prosapreis
Seit 2001 verleiht die Gemeinde in unregelmäßigen Abständen den Toblacher Prosapreis – Palazzo al Bosco für literarische Werke, die „Grenzüberschreitungen und Grenzerfahrungen“ thematisieren. Nach Barbara Honigmann, für ihr Werk Alles, alles Liebe, ist Martin Pollack 2006 der zweite Preisträger für seinen Roman Der Tote im Bunker. Bericht über meinen Vater. Die Auszeichnung, getragen auch von der Südtiroler Landesregierung, ist mit 5.000 Euro dotiert. Mit der Ehrung verbunden ist die Zusage, das jeweilige Werk ins Italienische zu übersetzen.

### Toblacher Gespräche
Im Jahr 1985 rief der politisch und ökologisch engagierte Künstler Hans Glauber in seinem Geburtsort die Toblacher Gespräche ins Leben, ein Forum für Fragen nachhaltigen Wirtschaftens und des Umweltschutzes, das seither jährlich stattfindet und nach Hans Glaubers Tod 2008 von Kurator Wolfgang Sachs weitergeführt wurde und seit 2010 (Stand 2018) von Sachs zusammen mit Karl-Ludwig Schibel betreut wird. Die seit 1987 hauptamtlich geführte Bibliothek Toblach wurde 2010 in einen Neubau neben der Mittelschule transferiert; im März 2010 beschloss der Gemeinderat, sie Bibliothek Hans Glauber zu benennen.

## Wirtschaft
Zwischen Toblach und Neu-Toblach ist mit dem Gewerbegebiet Öden ein Standort für mittelständische Betrieb entstanden.

## Tourismus und Sport
Toblach ist ein beliebter Urlaubsort. Im Sommer wie im Winter lädt er zu vielfältigen Aktivitäten ein. Im Sommer allen voran Wandern und Klettern sowie Radfahren und Mountainbiken. Bei Familien besonders beliebt ist der grenzüberschreitende Radweg von Toblach nach Lienz im benachbarten Österreich. Toblach ist an das Loipennetz des Hochpustertales, das über 200 Loipen umfasst, angeschlossen. Unter anderem verfügt Toblach über ein Langlaufstadion sowie über homologierte FIS-Loipen, zudem ist es Startort des Volkslanglaufs Toblach–Cortina, seit 2009 regelmäßiger Etappenort der Tour de Ski und Veranstaltungsort des Skilanglauf-Weltcups. Die Landschaft ist im Winter gut geeignet für Ausflüge mit Schneeschuhen, für Skitouren und zum Winterwandern. Der Toblacher See gilt als beliebtes Naherholungsgebiet.
Vor Ort befindet sich die Skisprunganlage Trampolino Sulzenhof.

## Persönlichkeiten
- Max Karl Prinz zu Hohenlohe-Langenburg (1901–1943), Künstler und Publizist
- Eugenio Monti (1928–2003), Bobfahrer und Olympiasieger
- Franz Bachmann (1930–2019), Alpinist, Bergretter, Ingenieur für Maschinenbau und Verfahrenstechnik
- Hans Glauber (1933–2008), Künstler, Gründer der Toblacher Gespräche
- Siegfried Mair (1939–1977), Rodler, Bronzemedaille bei Olympia
- Albert Walder (* 1957), Skilangläufer und Olympionike
- Monika Schwingshackl (* 1972), Biathletin und Olympionikin
- Thomas Prenn (* 1994), Schauspieler
- Vera Tschurtschenthaler (* 1997), Skirennläuferin